# Gerolamo Quaglia
Gerolamo Quaglia (Sao Paulo, Brasil, 8 de febrero de 1902-Génova, Italia, 11 de noviembre de 1985) fue un deportista italiano de origen brasileño especialista en lucha grecorromana donde llegó a ser medallista de bronce olímpico en Ámsterdam 1928.

## Carrera deportiva
En los Juegos Olímpicos de 1928 celebrados en Ámsterdam ganó la medalla de bronce en lucha grecorromana estilo peso pluma, tras el estonio Voldemar Väli (oro) y el sueco Eric Malmberg (plata).